# 寿ロータリー (豊岡市)

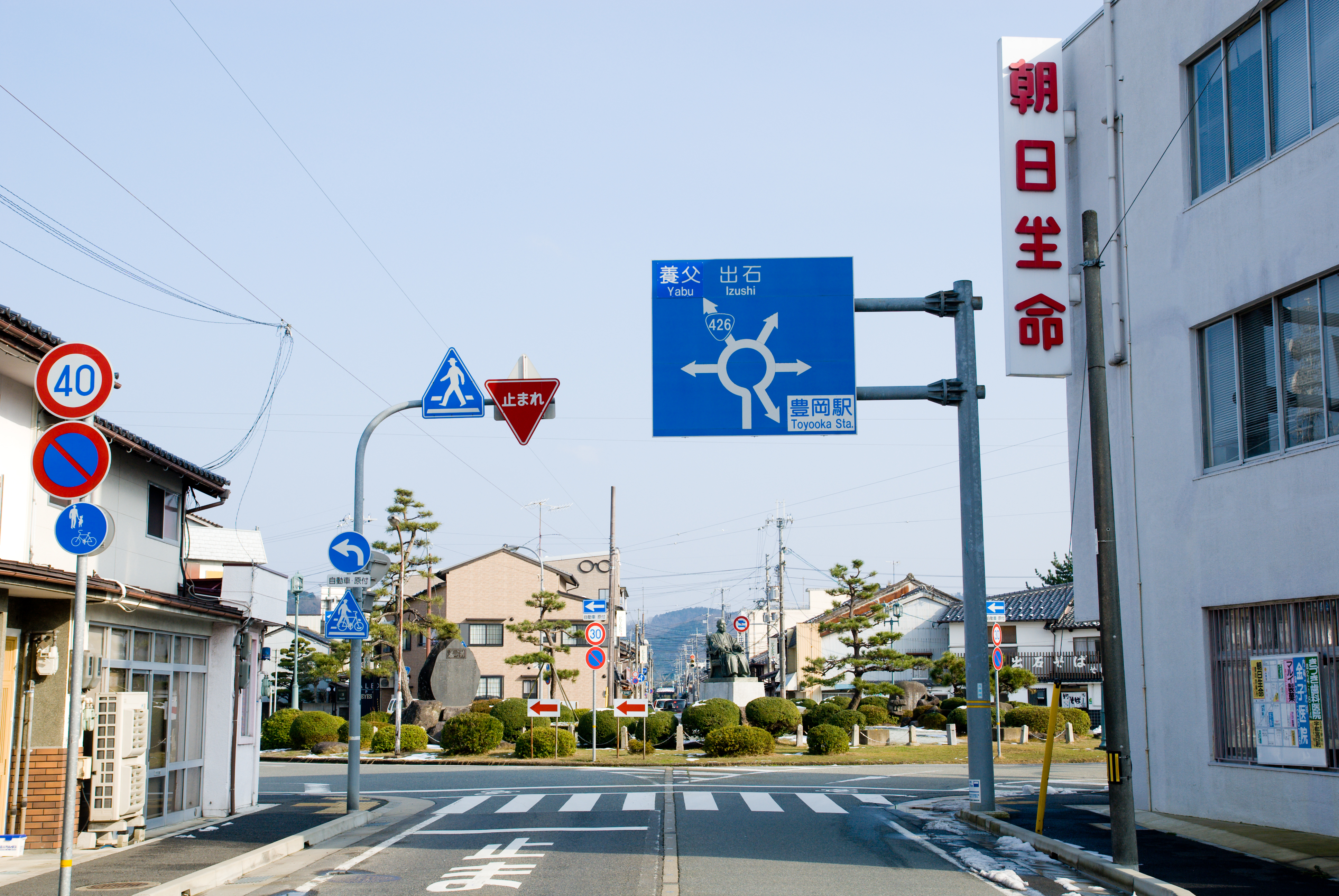
寿ロータリー・国道426号より

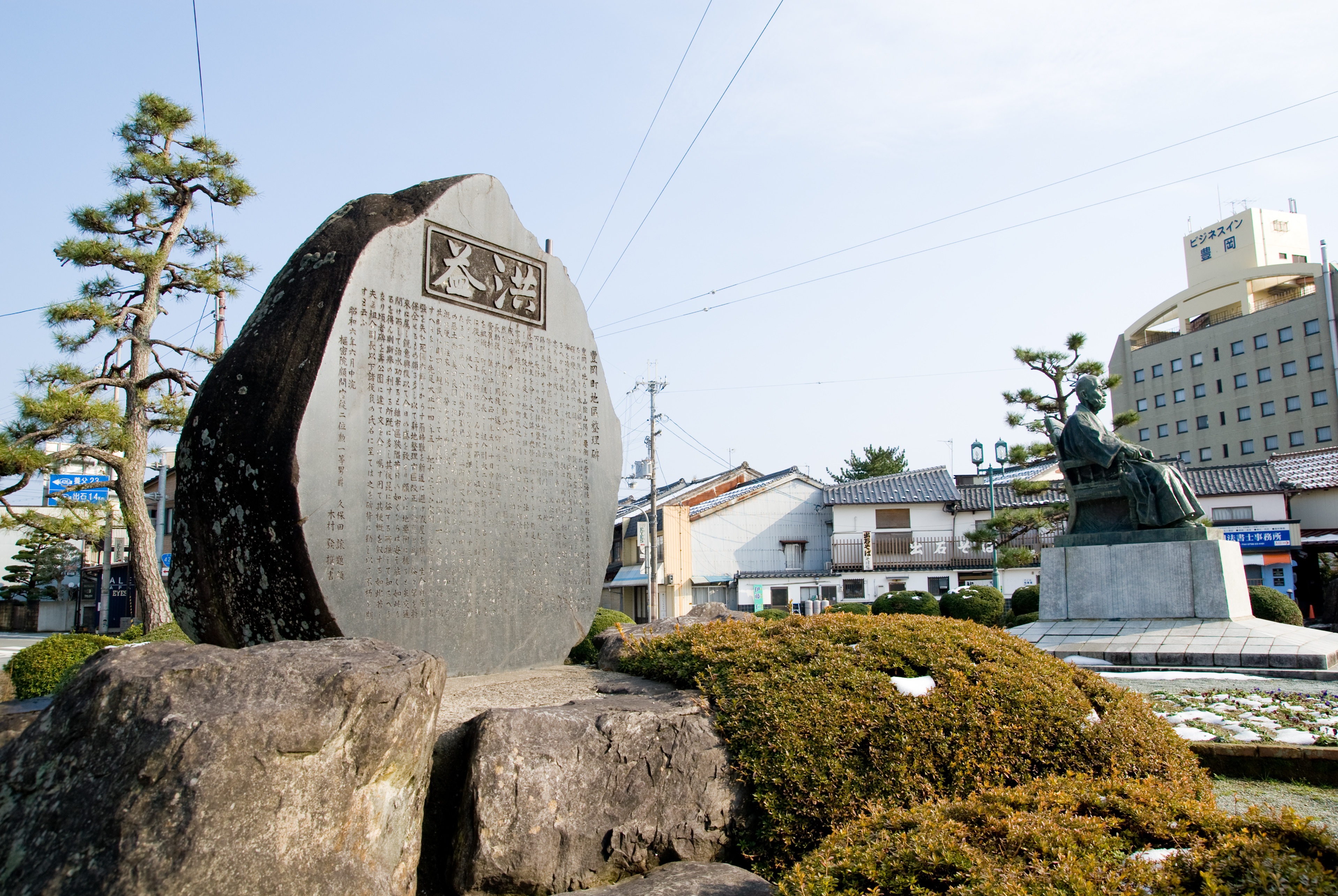
寿公園に建つ「豊岡町地区整理碑」と「中江種造」銅像

寿ロータリー（ことぶきロータリー）は、兵庫県豊岡市にあるロータリー交差点。2013年11月30日までは、日本でも数少ない国道上にあるロータリー交差点であった。国道のロータリーとしては他に、沖縄県の糸満ロータリーがある。

## 概要
大正時代にパリのエトワール広場を参考に造られたもので、円形に敷かれた二車線の中央部に寿公園が整備されており、
その中心に豊岡市の上水道建設に多大な貢献をした中江種造の銅像が建っている。市道が交差する六叉路となっており、豊岡駅や大開通りなど、豊岡市内の中核部を繋ぐ役割を担う。
2013年11月30日までは、ロータリー内全線は国道426号に指定されていたが、豊岡バイパス完成に伴い同年12月1日より国道指定から外れた。（平成25年兵庫県告示第1335号）
1922年（大正11年）5月11日に上水道が敷設されたのにちなみ、毎年5月11日には中江種造に感謝の意を捧げると共に大切な水への感謝を込め水道まつりが行われている。

## 道路
ロータリーからは竹野出石方面、養父市方面、豊岡駅、
大開通り、豊岡郵便局、中央公園へ向かう道路の計6本の車道がわかれている。

## 所在地
- 兵庫県豊岡市泉町6番地（寿公園）

## アクセス
- 山陰本線及び京都丹後鉄道「豊岡駅」より北東へ約700m、徒歩約10分
- コバス（コミュニティバス） - 北・南ルート寿ロータリー南（主要バス停）下車

## 周辺情報
- 豊岡駅
- アイティ
- 豊岡郵便局
- 兵庫県立豊岡総合高等学校
- 但馬県民局・豊岡総合庁舎
- 大開通り
- 中央公園